# Congruencia transgénero

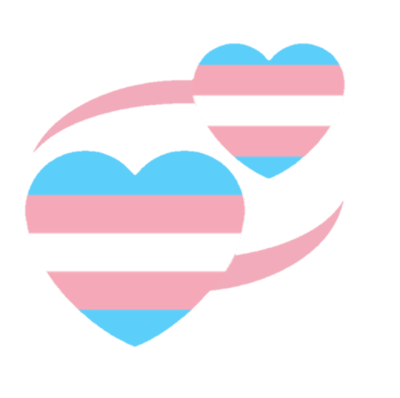
Corazones Trans.

La congruencia transgénero (también conocida coloquialmente como euforia de género) es un término propuesto para lo opuesto a disforia de género para designar la satisfacción, el disfrute o el alivio que sienten las personas trans cuando sienten que su cuerpo coincide con su identidad de género personal.
Congruencia transgénero también se usa para personas transgénero que se sienten genuinas, auténticas y cómodas con su identidad de género y apariencia.

## Definiciones
Healthline lo define como "sentimientos de alineación o alegría acerca de la identidad o expresión de género [de uno]", mientras que la definición de Psych Central es "alegría profunda cuando tu identidad de género interna coincide con tu expresión de género".

## Historia
En 1986, el término se publicó por primera vez en un contexto trans, como parte de una entrevista con una persona trans: "disforia de género, y un término del que parece excesivamente orgulloso, euforia de género". Se publicaron usos similares en 1988. (El mismo término se había utilizado ya en 1979, pero para describir el privilegio masculino presente en los hombres negros).
En una entrevista de 1988 con un hombre trans, el sujeto afirma: "Creo que el día que [el Dr. Charles Ilhenfeld] me administró mi primera inyección de la 'droga maravillosa' debe haber sido una de las 'experiencias máximas' de mi vida: - ¡habla de 'euforia de género'!". La entrevista indica que se refiere a la testosterona.
En 1989, Mariette Pathy Allen publicó la cita anónima de una persona transgénero en su libro de fotografía Transformations: "Los psiquiatras pueden llamarlo 'disforia de género', pero para algunos de nosotros, es 'euforia' de género, y no vamos a disculparnos más!"
En 1990, Virginia Prince usó la frase en la revista trans Femme Mirror, terminando un artículo con "... de ahora en adelante puedes disfrutar de la EUFORIA DE GÉNERO - ¡TEN UNA BUENA VIDA!"
A partir de 1991, se publicó un boletín mensual llamado Gender Euphoria, con artículos sobre temas transgénero; Leslie Feinberg leyó el boletín para comprender mejor a la comunidad transgénero. En 1993, la propaganda de The Other Side de Nan Goldin decía: " Las imágenes de este libro no son de personas que sufren disforia, sino que expresan euforia de género".
En 1994, el periódico escocés "TV/TS" The Tartan Skirt escribió: "Acentuemos lo positivo, descartemos lo negativo y promovamos la nueva condición de 'Gender Euphoria'".
En 1997, Patrick Califia describió a los activistas transgénero haciendo piquetes con carteles que decían "Gender Euphoria NOT Gender Dysphoria" y repartiendo "miles de folletos" en las protestas.

Al año siguiente, en 1998, Second Skins: The Body Narratives of Transexuality informó:
El grupo transactivista Transexual Menace está haciendo campaña para que se elimine por completo el diagnóstico "trastorno de identidad de género" del Manual diagnóstico y estadístico de los trastornos mentales. "Euforia de género NO disforia de género"; sus slogans invierten la patologización de lo transgénero, ofreciendo orgullo en la diferencia queer como alternativa a la historia psiquiátrica.
En 2019, el festival Midsumma en Australia acogió "Gender Euphoria", un cabaré que se centra en la "dicha" en las experiencias transgénero, incluidas actuaciones musicales, de ballet y burlescas. Un crítico lo describió como "triunfante: honesto, sin pretensiones, conmovedor y una celebración vital".